# Зикос, Акис
Вассилиос «Акис» Зикос (греч. Ανδρέας Βασίλειος "Άκης" Ζήκος; род. 1 июня 1974, Афины) — греческий футболист, который играл на позиции опорного полузащитника.

## Клубная карьера
Он начал свою профессиональную карьеру в 1993 году в клубе «Ксанти», в котором провел 4 сезона в Греческой Суперлиге.
Между 1998 и 2002 он был частью столичного «АЕК», с которым выиграл Кубок Греции дважды: 2000 и 2002.
Летом 2002 года Зикос подписал контракт с «Монако», где играл в течение четырёх сезонов в Лиге 1. Со своим клубом Зикос также играл в еврокубках. В 2003 году он помог клубу стать обладателем Кубка французской лиги и в 2004 году (оба под руководством Дидье Дешама) добраться до финала Лиги чемпионов, где они проиграли португальскому клубу «Порту», которым руководил Жозе Моуринью, на стадионе Арена Ауфшальке. Несмотря на разгромное поражение (0:3), Акис был признан одним из лучших игроков на поле в тот день. Он стал первым греком, которому удостоилось сыграть в финале Лиги чемпионов.
В 2006 году, после 4 полных лет во Франции, Зикос решил вернуться на Родину, чтобы играть за любимую команду — «АЕК». В первый сезон он помог «АЕК» занять второё место в чемпионате, тем мсамым начать в Лиге чемпионов путь с третьего квалификационного раунда. Закончил карьеру 20 апреля 2008 года на заключительном матче регулярного сезона

## Карьера за сборную
Дебют за сборную Греции состоялся 3 февраля 1999 года в матче Интернационального кубка Кипра против сборной Финляндии (1-2). Несмотря на хороший результат за «Монако» в 2004 году главный тренер сборной Отто Рехагель не включил Акиса в состав на Чемпионат Европы 2004. Всего за сборную Зикос провёл 18 матчей. Последним был товарищеский против сборной Кипра 14 ноября 2011 года (1:2).

## Достижения

### АЕК
- Обладатель Кубка Греции: 2000, 2002

### «Монако»
- Обладатель Кубка французской лиги: 2002/03
- Финалист Лиги чемпионов: 2003/04